# Абейлегессе, Эльван
Эльван Абейлегессе (настоящее имя — Хеван Абейе (амх. አልቫን አበይለገሠ); род. 11 сентября 1982, Аддис-Абеба, Эфиопия) — турецкая бегунья эфиопского происхождения. Впервые на международных соревнованиях приняла участие в 1999 году, когда выступила на чемпионате мира по кроссу, на котором заняла 9-е место в забеге юниоров. В 1999 году получила гражданство Турции, и с тех пор выступает за свою новую родину.
В 2004 году установила мировой рекорд на дистанции 5000 метров, показав результат 14.24,68. Спустя 2 месяца приняла участие на Олимпийских играх 2004 года, на которых бежала дистанции 1500 и 5000 метров, однако серьёзных успехов не добилась. На чемпионате мира 2007 года заняла 2-е место в беге на 10 000 метров. На Олимпийских играх 2008 года выиграла серебряную медаль в беге на 5000 метров, показав результат 15.42,74, и серебряную медаль на дистанции 10 000 метров с результатом 29.56,34. В марте 2017 года ИААФ дисквалифицировала спортсменку в связи с сдачей положительного допинг-теста во время чемпионата мира 2007 года, все её результаты с 2007 по 2009 годы аннулировались, включая результаты на Олимпийских играх 2008 года.
На чемпионате Европы 2010 года выиграла золотую медаль на дистанции 10 000 метров, а также заняла 2-е место в беге на 5000 метров. Стала победительницей Рас-эль-Хаймского полумарафона 2010 года с результатом 1:07.07.